# Lista över olympiska medaljörer i bob
Detta är en lista över samtliga olympiska medaljörer i bob vid olympiska vinterspelen, från 1924 till 2018, dock inte 1960 då arrangörernas resurser inte räckte till en bob-bana.

## Fyramanna
| Spel                               | Guld                                                                                 | Silver                                                                        | Brons                                                                                     |
| Chamonix 1924 Detaljer...          | Schweiz Eduard Scherrer Alfred Neveu Alfred Schläppi Heinrich Schläppi               | Storbritannien Ralph Broome Terence Arnold Alexander Richardson Rodney Soher  | Belgien Charles Mulder René Mortiaux Paul van den Broeck Victor Verschueren Henri Willems |
| Sankt Moritz 1928 Detaljer...      | USA William Fiske Nion Tucker Geoffrey Mason Clifford Gray Richard Parke             | USA Jennison Heaton David Granger Lyman Hine Thomas Doe Jay O'Brien           | Tyskland Hanns Kilian Hans Hess Sebastian Huber Valentin Krempl Hanns Nägle               |
| Chamonix 1932 Detaljer...          | USA William Fiske Eddie Eagan Clifford Gray Jay O'Brien                              | USA Henry Homburger Percy Bryant Francis Stevens Edmund Horton                | Tyskland Hans Mehlhorn Max Ludwig Hanns Kilian Sebastian Huber                            |
| Partenkirchen 1936 Detaljer...     | Schweiz Pierre Musy Arnold Gartmann Charles Bouvier Joseph Beerli                    | Schweiz Reto Capadrutt Hans Aichele Fritz Feierabend Hans Bütikofer           | Storbritannien Frederick McEvoy James Cardno Guy Dugdale Charles Green                    |
| Sankt Moritz 1948 Detaljer...      | USA Francis Tyler Patrick Martin Edward Rimkus William D'Amico                       | Belgien Max Houben Freddy Mansveld Louis-Georges Niels Jacques Mouvet         | USA James Bickford Thomas Hicks Donald Dupree William Dupree                              |
| Chamonix 1952 Detaljer...          | Tyskland Andreas Ostler Friedrich Kuhn Lorenz Nieberl Franz Kemser                   | USA Stanley Benham Patrick Martin Howard Crossett James Atkinson              | Schweiz Fritz Feierabend Albert Madörin André Filippini Stephan Waser                     |
| Cortina d'Ampezzo 1956 Detaljer... | Schweiz Franz Kapus Gottfried Diener Robert Alt Heinrich Angst                       | Italien Eugenio Monti Ulrico Girardi Renzo Alverà Renato Mocellini            | USA Arthur Tyler William Dodge Charles Butler James Lamy                                  |
| Squaw Valley 1960                  | Arrangerades inte under spelen                                                       | Arrangerades inte under spelen                                                | Arrangerades inte under spelen                                                            |
| Innsbruck 1964 Detaljer...         | Kanada Vic Emery Peter Kirby Douglas Anakin John Emery                               | Österrike Erwin Thaler Adolf Koxeder Josef Nairz Reinhold Durnthaler          | Italien Eugenio Monti Sergio Siorpaes Benito Rigoni Gildo Siorpaes                        |
| Grenoble 1968 Detaljer...          | Italien Eugenio Monti Luciano de Paolis Roberto Zandonella Mario Armano              | Österrike Erwin Thaler Reinhold Durnthaler Herbert Gruber Josef Eder          | Schweiz Jean Wicki Hans Candrian Willi Hofmann Walter Graf                                |
| Sapporo 1972 Detaljer...           | Schweiz Jean Wicki Edy Hubacher Hans Leutenegger Werner Carmichel                    | Italien Nevio de Zordo Gianni Bonichon Adriano Frassinelli Corrado dal Fabbro | Västtyskland Wolfgang Zimmerer Peter Utzschneider Stefan Gaisreiter Walter Steinbauer     |
| Innsbruck 1976 Detaljer...         | Östtyskland Meinhard Nehmer Jochen Babock Bernhard Germeshausen Bernhard Lehmann     | Schweiz Erich Schärer Ulrich Bächli Rudolf Marti Joseph Benz                  | Västtyskland Wolfgang Zimmerer Peter Utzschneider Bodo Bittner Manfred Schumann           |
| Lake Placid 1980 Detaljer...       | Östtyskland Meinhard Nehmer Bogdan Musiol Bernhard Germeshausen Hans-Jürgen Gerhardt | Schweiz Erich Schärer Ulrich Bächli Rudolf Marti Joseph Benz                  | Östtyskland Horst Schönau Roland Wetzig Detlef Richter Andreas Kirchner                   |
| Sarajevo 1984 Detaljer...          | Östtyskland Wolfgang Hoppe Roland Wetzig Dietmar Schauerhammer Andreas Kirchner      | Östtyskland Bernhard Lehmann Bogdan Musiol Ingo Voge Eberhard Weise           | Schweiz Silvio Giobellina Heinz Stettler Urs Salzmann Rico Freiermuth                     |
| Calgary 1988 Detaljer...           | Schweiz Ekkehard Fasser Kurt Meier Marcel Fässler Werner Stocker                     | Östtyskland Wolfgang Hoppe Dietmar Schauerhammer Bogdan Musiol Ingo Voge      | Sovjetunionen Jānis Ķipurs Gountis Ossis Juris Tone Vladimir Koslov                       |
| Albertville 1992 Detaljer...       | Österrike Ingo Appelt Harald Winkler Gerhard Haidacher Thomas Schroll                | Tyskland Wolfgang Hoppe Bogdan Musiol Axel Kühn René Hannemann                | Schweiz Gustav Weder Donat Acklin Lorenz Schindelholz Curdin Morell                       |
| Lillehammer 1994 Detaljer...       | Tyskland Harald Czudaj Karsten Brannasch Olaf Hampel Alexander Szelig                | Schweiz Gustav Weder Donat Acklin Kurt Meier Domenico Semeraro                | Tyskland Wolfgang Hoppe Ulf Hielscher René Hannemann Carsten Embach                       |
| Nagano 1998 Detaljer...            | Tyskland Christoph Langen Markus Zimmermann Marco Jakobs Olaf Hampel                 | Schweiz Marcel Rohner Markus Nüssli Markus Wasser Beat Seitz                  | Frankrike Bruno Mingeon Emmanuel Hostache Éric Le Chanony Max Robert                      |
| Nagano 1998 Detaljer...            | Tyskland Christoph Langen Markus Zimmermann Marco Jakobs Olaf Hampel                 | Schweiz Marcel Rohner Markus Nüssli Markus Wasser Beat Seitz                  | Storbritannien Sean Olsson Dean Ward Courtney Rumbolt Paul Attwood                        |
| Salt Lake City 2002 Detaljer...    | Tyskland André Lange Enrico Kühn Kevin Kuske Carsten Embach                          | USA Todd Hays Randy Jones Bill Schuffenhauer Garrett Hines                    | USA Brian Shimer Mike Kohn Doug Sharp Dan Steele                                          |
| Turin 2006 Detaljer...             | Tyskland Kevin Kuske René Hoppe Martin Putze André Lange                             | Ryssland Aleksej Vojevoda Aleksej Seliverstov Filip Jegorov Aleksandr Zubkov  | Schweiz Martin Annen Cédric Grand Thomas Lamparter Beat Hefti                             |
| Vancouver 2010 Detaljer...         | USA Steven Holcomb Steve Mesler Curtis Tomasevicz Justin Olsen                       | Tyskland André Lange Kevin Kuske Alexander Rödiger Martin Putze               | Kanada Lyndon Rush David Bissett Lascelles Brown Chris le Bihan                           |
| Sotji 2014 Detaljer...             | vakant                                                                               | Lettland Oskars Melbārdis Arvis Vilkaste Daumants Dreiškens Jānis Strenga     | USA Steven Holcomb Steven Langton Curtis Tomasevicz Christopher Fogt                      |
| Pyeongchang 2018 Detaljer...       | Tyskland Francesco Friedrich Candy Bauer Martin Grothkopp Thorsten Margis            | Sydkorea Won Yun-jong Jun Jung-lin Seo Young-woo Kim Dong-hyun                | inte utdelat                                                                              |
| Pyeongchang 2018 Detaljer...       | Tyskland Francesco Friedrich Candy Bauer Martin Grothkopp Thorsten Margis            | Tyskland Nico Walther Kevin Kuske Alexander Rödiger Eric Franke               | inte utdelat                                                                              |

## Tvåmanna

### Damer
| Spel                            | Guld                                          | Silver                                  | Brons                                        |
| Salt Lake City 2002 Detaljer... | USA Jill Bakken Vonetta Flowers               | Tyskland Sandra Prokoff Ulrike Holzner  | Tyskland Susi Erdmann Nicole Herschmann      |
| Turin 2006 Detaljer...          | Tyskland Sandra Kiriasis Anja Schneiderheinze | USA Shauna Rohbock Valerie Fleming      | Italien Gerda Weissensteiner Jennifer Isacco |
| Vancouver 2010 Detaljer...      | Kanada Kaillie Humphries Heather Moyse        | Kanada Helen Upperton Shelley-Ann Brown | USA Erin Pac Elana Meyers                    |
| Sotji 2014 Detaljer...          | Kanada Kaillie Humphries Heather Moyse        | USA Elana Meyers Lauryn Williams        | USA Jamie Greubel Aja Evans                  |
| Pyeongchang 2018 Detaljer...    | Tyskland Mariama Jamanka Lisa Buckwitz        | USA Elana Meyers Taylor Lauren Gibbs    | Kanada Kaillie Humphries Phylicia George     |

### Herrar
| Spel                               | Guld                                              | Silver                                                 | Brons                                             |
| Lake Placid 1932 Detaljer...       | USA Hubert Stevens Curtis Stevens                 | Schweiz Reto Capadrutt Oscar Geier                     | USA John Heaton Robert Minton                     |
| Partenkirchen 1936 Detaljer...     | USA Ivan Brown Alan Washbond                      | Schweiz Fritz Feierabend Joseph Beerli                 | USA Gilbert Colgate Richard Lawrence              |
| Sankt Moritz 1948 Detaljer...      | Schweiz Felix Endrich Friedrich Waller            | Schweiz Fritz Feierabend Paul Eberhard                 | USA Frederick Fortune Schuyler Carron             |
| Oslo 1952 Detaljer...              | Tyskland Andreas Ostler Lorenz Nieberl            | USA Stanley Benham Patrick Martin                      | Schweiz Fritz Feierabend Stephan Waser            |
| Cortina d'Ampezzo 1956 Detaljer... | Italien Lamberto Dalla Costa Giacomo Conti        | Italien Eugenio Monti Renzo Alverà                     | Schweiz Max Angst Harry Warburton                 |
| Squaw Valley 1960                  | Arrangerades inte under spelen                    | Arrangerades inte under spelen                         | Arrangerades inte under spelen                    |
| Innsbruck 1964 Detaljer...         | Storbritannien Anthony Nash Robin Dixon           | Italien Sergio Zardini Romano Bonagura                 | Italien Eugenio Monti Sergio Siorpaes             |
| Grenoble 1968 Detaljer...          | Italien Eugenio Monti Luciano de Paolis           | Västtyskland Horst Floth Pepi Bader                    | Rumänien Ion Panturu Nicolae Neagoe               |
| München 1972 Detaljer...           | Västtyskland Wolfgang Zimmerer Peter Utzschneider | Västtyskland Horst Floth Pepi Bader                    | Schweiz Jean Wicki Edy Hubacher                   |
| Innsbruck 1976 Detaljer...         | Östtyskland Meinhard Nehmer Bernhard Germeshausen | Västtyskland Wolfgang Zimmerer Manfred Schumann        | Schweiz Erich Schärer Joseph Benz                 |
| Lake Placid 1980 Detaljer...       | Schweiz Erich Schärer Joseph Benz                 | Östtyskland Bernhard Germeshausen Hans-Jürgen Gerhardt | Östtyskland Meinhard Nehmer Bogdan Musiol         |
| Sarajevo 1984 Detaljer...          | Östtyskland Wolfgang Hoppe Dietmar Schauerhammer  | Östtyskland Bernhard Lehmann Bogdan Musiol             | Sovjetunionen Zintis Ekmanis Vladimir Aleksandrov |
| Calgary 1988 Detaljer...           | Sovjetunionen Jānis Ķipurs Vladimir Koslov        | Östtyskland Wolfgang Hoppe Bogdan Musiol               | Östtyskland Bernhard Lehmann Mario Hoyer          |
| Albertville 1992 Detaljer...       | Schweiz Gustav Weder Donat Acklin                 | Tyskland Rudolf Lochner Markus Zimmermann              | Tyskland Christoph Langen Günther Eger            |
| Lillehammer 1994 Detaljer...       | Schweiz Gustav Weder Donat Acklin                 | Schweiz Reto Götschi Guido Acklin                      | Italien Günther Huber Stefano Ticci               |
| Nagano 1998 Detaljer...            | Kanada Pierre Lueders David MacEachern            | inte utdelat                                           | Tyskland Christoph Langen Markus Zimmermann       |
| Nagano 1998 Detaljer...            | Italien Günther Huber Antonio Tartaglia           | inte utdelat                                           | Tyskland Christoph Langen Markus Zimmermann       |
| Salt Lake City 2002 Detaljer...    | Tyskland Christoph Langen Markus Zimmermann       | Schweiz Christian Reich Steve Anderhub                 | Schweiz Martin Annen Beat Hefti                   |
| Turin 2006 Detaljer...             | Tyskland Kevin Kuske André Lange                  | Kanada Pierre Lueders Lascelles Brown                  | Schweiz Martin Annen Beat Hefti                   |
| Vancouver 2010 Detaljer...         | Tyskland André Lange Kevin Kuske                  | Tyskland Thomas Florschütz Richard Adjei               | Ryssland Aleksandr Zubkov Aleksej Vojevoda        |
| Sotji 2014 Detaljer...             | vakant                                            | Schweiz Beat Hefti Alex Baumann                        | USA Steven Holcomb Steven Langton                 |
| Pyeongchang 2018 Detaljer...       | Kanada Justin Kripps Alexander Kopacz             | inte utdelat                                           | Lettland Oskars Melbārdis Jānis Strenga           |
| Pyeongchang 2018 Detaljer...       | Tyskland Francesco Friedrich Thorsten Margis      | inte utdelat                                           | Lettland Oskars Melbārdis Jānis Strenga           |